# 2019 na Sérvia
Eventos do ano de 2019 na Sérvia . 

## Líderes
- Presidente: Aleksandar Vučić
- Primeira Ministra: Ana Brnabić

## Eventos
- 17 de janeiro – Visita do presidente russo Vladimir Putin a Belgrado .
- 18 de agosto – "Miloš o Grande" Highway, uma seção do Corredor XI (ou auto-estrada A2 ; parte das rotas europeias E761 e E763 ) de Obrenovac a Preljina, é aberto. [1]

## Mortes
- 5 de janeiro – Dragoslav Šekularac, jogador e técnico de futebol (n. 1937 )
- 24 de janeiro – Dušan Makavejev, diretor de cinema (n. 1932)
- 17 de fevereiro – Šaban Šaulić, cantor (n. 1951)